# Метёлкино (Луганская область)
Метёлкино (укр. Метьолкіне) — посёлок на Украине в составе Северодонецкого горсовета Луганской области. Расположен у юго-восточной границы города Северодонецка.

## История
Основанием создания посёлка Метёлкино было переселение людей 4 х семей из Белгородской  Курской области по инициативе Потёмкина, основателем поселка является Иван Метелкин , сын основателя посёлка Терентий Метёлкин.
В январе 1989 года численность населения составляла 716 человек.
На 1 января 2013 года численность населения составляла 741 человек.

### Вторжение России на Украину (2022)
20 июня 2022 председатель Луганской ОВА Сергей Гайдай сообщил, что Вооруженные Силы Украины потеряли контроль над Метёлкино.

## Достопримечательности
В посёлке Метёлкино расположена братская могила советских воинов, погибших в 1943 году в Великой Отечественной войне. В 1956 году на могиле был установлен памятник. Кроме того, в посёлке в 1965 году был установлен памятник жителям Метёлкино, погибшим в войне.

## Улицы
В посёлке 12 улиц:
- Улица Зелыний гай
- Улица Партизанская
- Улица Первомайская
- Улица Песочная
- Улица Потёмкинская
- Улица Пушкина
- Улица Розы Люксембург
- Улица Красная
- Улица Шевченка
- Улица Цветочная
- Улица Солнечная
- Улица Каштановая